# Потоцьке (роз'їзд)
Пото́цьке — залізничний роз'їзд Криворізької дирекції Придніпровської залізниці на лінії Верхівцеве — Кривий Ріг-Головний.
Роз'їзд розташований за один кілометр від однойменного селища Софіївського району Дніпропетровської області між станціями Милорадівка (10 км) та Девладове (13 км).

## Історичні відомості
Роз'їзд був відкритий у 1895 році, коли на цій одноколійній лінії споруджувалися роз'їзди з тією метою, щоб прискорити проходження поїздів, особливо вантажних з криворізької рудою. Назву роз'їзд отримав від прізвища поміщика Потоцького, чиї великі маєтки розташовувалися поруч з прокладеною залізницею.

## Пасажирське сполучення
Зупиняються приміські електропоїзди у напрямках Дніпра та Кривого Рогу.